# Șeremetea, Veliko Tărnovo
Șeremetea (în bulgară Шереметя) este un sat în comuna Veliko Tărnovo, regiunea Veliko Tărnovo,  Bulgaria. 

## Demografie
Componența etnică a satului Șeremetea
     Bulgari (60,41%)
     Turci (7,08%)
     Nicio identificare (32,5%)
     Altele (0%)
La recensământul din 2011, populația satului Șeremetea era de 240 locuitori. Din punct de vedere etnic, majoritatea locuitorilor (60,41%) erau bulgari, cu o minoritate de turci (7,08%). Pentru 32,5% din locuitori nu este cunoscută apartenența etnică.